# Synosis karvoneni
Synosis karvoneni är en stekelart som beskrevs av Vikberg 1972. Synosis karvoneni ingår i släktet Synosis och familjen brokparasitsteklar. Inga underarter finns listade i Catalogue of Life.